# Peter Schmüser
Peter Schmüser (* 2. Januar 1939) ist ein deutscher Physiker.

## Leben
Schmüser studierte in Hamburg, wo er 1967 promoviert wurde. 1973 wurde er wissenschaftlicher Rat und Professor an der Universität Hamburg und 1979 Professor für Experimentalphysik. 2003 wurde er emeritiert. Außerdem war er am DESY. Dort befasste er sich neben eigentlicher Elementarteilchenphysik und Beschleunigerphysik unter anderem mit Synchrotronstrahlung und Freie-Elektronen-Lasern (realisiert beim DESY in Flash).

## Schriften (Auswahl)
- Photoeinfachproduktion positiv geladener Pi-Mesonen zwischen 1.2 und 3 GeV im Laborwinkelbereich von 8°-20°, Dissertation an der Universität Hamburg
- mit Rolf-Dieter Heuer: Elementarteilchen. In: Bergmann-Schaefer Lehrbuch der Experimentalphysik, Band 4, De Gruyter, 2003
- Feynman-Graphen und Eichtheorien für Experimentalphysiker. In der Reihe Lecture Notes in Physics 295, Springer, 1988, 2. Auflage 1995
- mit Martin Dohlus, Jörg Roßbach: Ultraviolet and soft X-ray free electron lasers. Springer 2008, 2. Auflage 2014 (mit zusätzlich Christopher Behrens als: Free-Electron Lasers in the Ultraviolet and X-Ray Regime)
- Theoretische Physik für Studierendes des Lehramts. 2 Bände, Springer Spektrum 2012, 2013 (Band 1: Quantenmechanik, Band 2: Elektrodynamik und spezielle Relativitätstheorie)